# Álvaro Urquijo
Pour les articles homonymes, voir Álvaro.
Álvaro Urquijo (Madrid, 22 juin 1962) est un chanteur et guitariste espagnol. 
Il crée avec ses frères, Javier et Enrique Urquijo, le groupe Los Secretos en 1980 pendant la movida.

## Discographie

### Avec Los Secretos
- Tos (1978)
- Los Secretos EP (1980)
- Los Secretos (1981)
- Todo siguel igual (1982)
- Algo más (1983)
- Lo mejor (1985)
- El primer cruce (1986)
- Continuará (1987)
- Directo (1988)
- La calle del olvido (1990)
- Adiós tristeza (1991)
- Cambio de planes (1993)
- Ojos de gata(1994)
- Dos caras distintas (1996)
- La historia de Los Secretos y CD de grandes éxtios(1996)
- CD Grandes éxitos II (1999)
- A tu lado (2000)

### En solo
- Álvaro Urquijo (1998)